# Gornji Komren
Gornji Komren (cyr. Горњи Комрен) – wieś w Serbii, w okręgu niszawskim, w mieście Nisz. W 2011 roku liczyła 917 mieszkańców.